# 池田町立池田小学校 (北海道)
池田町立池田小学校（いけだちょうりつ いけだしょうがっこう）は、北海道中川郡池田町字西三条にある公立小学校。

## 所在地
- 北海道中川郡池田町字西三条7丁目3

## クラブ活動

### 運動部
- バスケットボールクラブ
- 池田ポニーズ（野球）

### 文化部
- 吹奏楽クラブ

## 学校周辺
- 北海道旅客鉄道根室本線 池田駅
- 池田町役場
- 北海道池田高等学校

## 著名な出身者
- 十河政則
- 吉田美和